# Wydział Chemii Uniwersytetu Łódzkiego
Wydział Chemii Uniwersytetu Łódzkiego – jeden z trzynastu wydziałów Uniwersytetu Łódzkiego.
Wydział wyodrębnił się z Wydziału Fizyki i Chemii 1 października 2007 roku. Wcześniej wchodził w skład Wydziału Matematyki, Fizyki i Chemii (1951–1996) oraz Wydziału Matematyczno-Przyrodniczego (do 1951 roku). Jego siedziba znajduje się przy ul. Tamka 12 w Łodzi.

## Kierunki kształcenia
Dostępne kierunki:

### Studia stacjonarne
- Analityka chemiczna (studia I i II stopnia)
- Chemia (studia I i II stopnia)
- Chemia kosmetyków i farmaceutyków z elementami biznesu (studia I i II stopnia)
- Chemia materiałów i nanotechnologia (studia I i II stopnia)
- Nauczanie chemii (studia II stopnia)

### Studia niestacjonarne
- Chemia (studia I stopnia)

### Studia podyplomowe
- Bezpieczeństwo w użytkowaniu i zarządzaniu substancjami chemicznymi
- Jakość i bezpieczeństwo produktów kosmetycznych

## Poczet dziekanów
1. dr hab. Bogusław Kryczka (2007–2012)
2. prof. dr hab. Grzegorz Mlostoń (2012–2016)
3. prof. dr hab. Sławomira Skrzypek (od 2016)

## Władze wydziału
W kadencji 2020–2024:
| Stanowisko                                               | Imię i nazwisko                  |
| -------------------------------------------------------- | -------------------------------- |
| Dziekan                                                  | prof. dr hab. Sławomira Skrzypek |
| Prodziekan ds. nauki                                     | prof. dr hab. Rafał Głowacki     |
| Prodziekan ds. współpracy z Zagranicą i Rozwoju Wydziału | dr hab. Bogna Rudolf             |
| Prodziekan ds. studenckich i jakości kształcenia         | dr hab. Anna Zawisza             |

## Struktura organizacyjna

### Katedra Chemii Fizycznej
Kierownik: prof. dr hab. Marcin Palusiak
- Zakład Chemii Biofizycznej
- Zakład Chemii Fizycznej Makromolekuł
- Zakład Chemii Teoretycznej i Strukturalnej

### Katedra Chemii Nieorganicznej i Analitycznej
Kierownik: prof. dr hab. Sławomira Skrzypek
- Zakład Analizy Instrumentalnej
- Zakład Chemii Nieorganicznej i Magnetochemii
- Zakład Elektroanalizy i Elektrochemii

### Katedra Chemii Organicznej
Kierownik: dr hab. Bogna Rudolf
- Pracownia Spektroskopii Molekularnej

### Katedra Chemii Organicznej i Stosowanej
Kierownik: dr hab. Marcin Paweł Jasiński
- Zakład Katalizy i Syntezy Organicznej
- Zakład Związków Heteroorganicznych

### Katedra Chemii Środowiska
Kierownik: prof. dr hab. Rafał Głowacki
- Zakład Dydaktyki Chemii i Popularyzacji Nauki

### Pozostałe jednostki
| Jednostka                               | Kierownik                       |
| --------------------------------------- | ------------------------------- |
| Katedra Technologii i Chemii Materiałów | prof. dr hab. Jarosław Grobelny |
| Pracownia Preparatyki Organicznej       | dr Katarzyna Urbaniak           |